# Hoagy Carmichael
Hoagy Carmichael (właśc. Hoagland Howard Carmichael, ur. 22 listopada 1899 w Bloomington, zm. 27 grudnia 1981 w Rancho Mirage) – amerykański kompozytor, pieśniarz, tekściarz i aktor.

## Filmografia
- 1944 - Mieć i nie mieć

## Nagrody
- Nagroda Akademii Filmowej Oscar za najlepszą piosenkę filmową: 1952 Here Comes the Groom